# Anchiphiloscia uncinata
Anchiphiloscia uncinata is een pissebed uit de familie Philosciidae. De wetenschappelijke naam van de soort is voor het eerst geldig gepubliceerd in 1974 door Ferrara.